# Eudore (Mythologie)
Eudore (altgriechisch Εὐδώρη Eudṓrē, deutsch ‚die Gabenreiche‘) ist der Name mehrerer Frauengestalten der Griechischen Mythologie.
Wohl aufgrund der Bedeutung des Namens als „Gabenreiche“ wurde Eudore von antiken Dichtern für verschiedene als freundlich geltende mythische Frauen verwendet, insbesondere als Einzelname innerhalb einer Gruppe weiblicher Wesen. Hesiod bezeichnete in seinen Werken, soweit erhalten, drei unterschiedliche Frauengestalten der Sage als Eudore: eine Okeanide, eine Nereide, und schließlich eine Hyade.
Als Name von einer der Hyaden kommt Eudore (zuweilen Eudora) auch bei anderen antiken Autoren vor, bei denen aber sowohl die Anzahl als auch die verschiedenen Einzelnamen der Hyaden sehr differieren.